# 2015 en mathématiques
Cet article présente les faits marquants de l'année 2015 en mathématiques.

## Prix
- Prix Abel en mathématiques : John Forbes Nash et Louis Nirenberg

## Décès

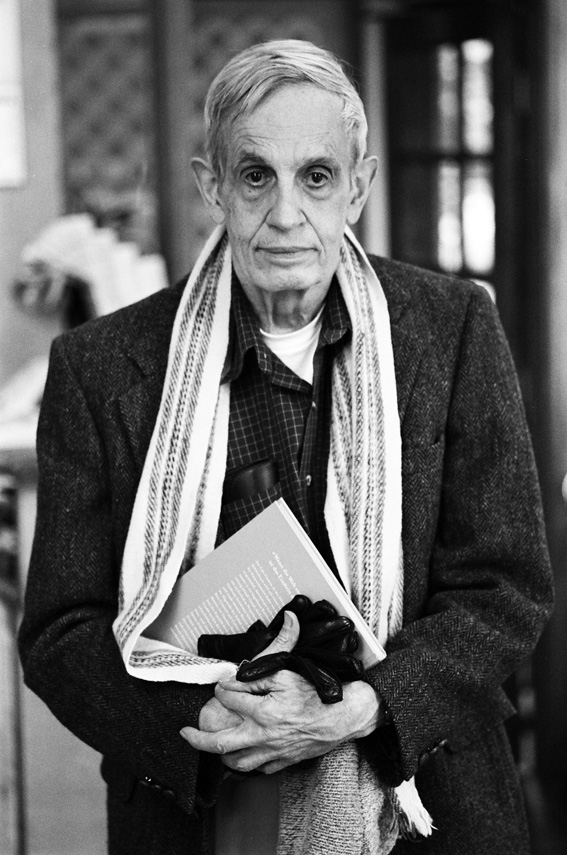
John Forbes Nash

- 9 janvier : André Lentin (né en 1913), mathématicien, logicien et informaticien théoricien français.

- 13 janvier : Ralph Faudree (né en 1939), mathématicien américain.

- 30 janvier : Gene Grabeel (née en 1920), mathématicienne et cryptanalyste américaine.

- 1er mars : Georg Kreisel  (né en 1923), mathématicien autrichien.

- 9 mars : Jiří Matoušek (né en 1963), mathématicien et informaticien théoricien tchèque.

- 13 mars : Horst Herrlich (né en 1937), mathématicien allemand.

- 20 mars : Petr Vopěnka (né en 1935), mathématicien tchécoslovaque, puis tchèque.

- 14 avril : Gordon Bamford Preston (né en 1925), mathématicien anglo-australien.

- 23 mai : John Forbes Nash (né en 1928), mathématicien américain, prix Nobel d'économie en 1994.

- 4 juin : Léonide Pliouchtch (né en 1939), mathématicien ukrainien et dissident soviétique.

- 12 juin : Pierre Dolbeault (né en 1924), mathématicien français.

- 21 juin : Lynn Arthur Steen (né en 1941), mathématicien américain.

- 1er juillet : Czesław Olech (né en 1931), mathématicien polonais.

- 5 juillet : Uffe Haagerup (né en 1949), mathématicien danois.

- 9 juillet : Stefan Rolewicz (né en 1932), mathématicien polonais.

- 26 juillet : Konrad Jacobs (né en 1928), mathématicien allemand.

- 27 juillet : John Cassels (né en 1922), mathématicien britannique.

- 18 août : Charles Read (né en 1958), mathématicien britannique.

- 4 septembre : Claus Adolf Moser (né en 1922), statisticien britannique.

- 15 septembre : Malcolm J. Williamson (né en 1950), mathématicien et cryptographe britannique.

- 21 septembre : Victor Khavine (né en 1933), mathématicien russe.

- 9 octobre : Minoru Tomita (né en 1924), mathématicien japonais.

- 5 novembre : Pierre Gy (né en 1924), chimiste et statisticien français.

- 10 novembre : Klaus Roth (né en 1925), mathématicien anglais.

- 16 décembre : Heinz-Otto Kreiss (né en 1930), mathématicien et physicien suédois.

- 28 décembre : David J. Roy (né en 1937), mathématicien et théologien canadien d'origine américaine.